# Château-Bernard
Château-Bernard é uma comuna francesa na região administrativa de Auvérnia-Ródano-Alpes, no departamento de Isère.